# Potentiel mixte
En électrochimie, le fait que le courant électrique soit nul ne signifie pas nécessairement que le système soit à l'équilibre. Il peut y avoir compensation des flux de charge de différents porteurs. On a alors affaire à un potentiel mixte. Le potentiel mixte est parfois aussi nommé potentiel d'abandon ou potentiel « en circuit ouvert ». On notera également qu'un potentiel de corrosion est un potentiel mixte. Il dépend de la nature du métal et du milieu corrosif. C'est une grandeur cinétique.
On parle d'électrode mixte quand au niveau de l'interface métal-électrolyte, plusieurs réactions d'électrodes se déroulent.